# Kaja Korošec
Kaja Korošec (* 17. November 2001 in Slovenska Bistrica) ist eine slowenische Fußballspielerin. Seit 2017 spielt sie auch für die A-Nationalmannschaft.

## Karriere

### Vereine
Korošec begann im Alter von zwölf Jahren in der Jugendmannschaft von Aha Emmi Bistrica mit dem Fußballspielen und kam vom 7. April 2015 (25. Spieltag) bis zum 28. Mai 2016 (26. Spieltag) in 56 Punktspielen (2 Tore) für die Mannschaft der Altersklasse U15, und vom 17. September 2016 (3. Spieltag) bis zum 11. November 2017 (9. Spieltag) in sieben Punktspielen (6 Tore) für die Mannschaft des ŽNK Pomurje Beltinci der Altersklasse U17 zum Einsatz.
Vom 9. November 2016 (1. Spieltag) bis zum 27. Mai 2017 (27. Spieltag) und vom 23. August 2017 (1. Spieltag) bis zum 26. Mai 2018 (27. Spieltag) kam sie in der 2. Slovenska Kadetska Liga Vzhod in insgesamt 35 Punktspielen für Kety Emmi Bistrica zum Einsatz. Ihr Debüt erstreckte sich über die seinerzeitigen 80 Minuten beim 3:1-Sieg im Heimspiel gegen die Frauenfußballmannschaft des NK Drava Ptuj. Ihr erstes Tor in dieser Spielklasse erzielte sie am 25. September 2016 (7. Spieltag) bei der 1:4-Niederlage im Auswärtsspiel gegen die Frauenfußballmannschaft des NK Malečnik mit dem Treffer zur 1:0-Führung ihrer Mannschaft per Strafstoß in der zweiten Minute. Während dieser Zeit wurde sie bereits viermal in der 1. ŽNL, der höchsten Spielklasse, für den ŽNK Pomurje Beltinci eingesetzt. Ihr Debüt im Seniorinnenbereich erfolgte am 11. März 2018 (12. Spieltag) bei der 0:1-Niederlage im Auswärtsspiel gegen den ŽNK Olimpija Ljubljana.
Fortan kam sie ab der Saison 2018/19 bis zum 21. Mai 2022 (21. Spieltag) – im torlosen Heimspiel gegen den ŽNK Olimpija Ljubljana – in weiteren 65 Punktspielen zum Einsatz, in denen sie 62 Tore erzielte; ihr erstes zum Saisonstart am 5. September 2018 beim 10:0-Sieg im Heimspiel gegen den aus Ajdovščina stammenden ŽND Primorje mit dem Treffer zum 7:0 in der 63. Minute.
Mit der einhergegangenen Namensänderung, spielte sie in der Saison 2022/23 für den ŽNK Mura und kam für diesen in 20 Punktspielen zum Einsatz, in denen sie 25 Tore erzielte. Die Möglichkeit das erste Mal im Ausland zu spielen reizte und nutze sie gleichermaßen und begab sich nach Frankreich. Ihre Premierensaison 2023/24 für den in der Division 1 Féminine spielenden Paris FC begann mit dem Saisonstart am 16. September mit dem 4:0-Sieg im Auswärtsspiel gegen den OSC Lille und dauerte bis zu ihrer Auswechslung 61 Minuten lang. Gegen diesen Verein gelang ihr auch ihr erstes Tor in der höchsten Spielklasse; sie erzielte es in der 70. Minute mit dem Ausgleichstreffer zum 1:1 beim 3:2-Sieg im Heimspiel gegen den FCO Dijon am 4. Februar 2024 (14. Spieltag). Am 3. Mai 2025 gewann sie mit ihrer Mannschaft das in Calais ausgetragene Finale um den nationalen Vereinspokal gegen Paris Saint-Germain – wenn auch erst mit 5:4 im Elfmeterschießen.

### Nationalmannschaft
Korošec bestritt zunächst für die U17-Nationalmannschaft drei EM-Qualifikationsspiele, in denen ihr ein Tor gelang. In der Gruppe 11 der ersten Qualifikationsrunde kam sie am 23. Oktober 2017 in Brdo in der torlosen Begegnung mit der U17-Nationalmannschaft Finnlands zu ihrem Länderspieldebüt. Drei Tage später gelang ihr mit dem Ausgleichstor zum 1:1-Endstand in der 13. Minute gegen die U17-Nationalmannschaft Italiens ihr erstes Länderspieltor.
Für die U19-Nationalmannschaft bestritt sie jeweils drei Spiele in der ersten und zweiten Qualifikationsrunde; ihre Premiere in dieser Altersklasse am 3. Oktober 2018 krönte sie sogleich mit ihrem ersten von vier Toren, dem 1:0-Siegtreffer in der 33. Minute per Strafstoß über die U19-Nationalmannschaft Israels.
Ihr Debüt in der A-Nationalmannschaft gab sie am 24. November 2017 in Ajdovščina beim 5:0-Sieg über die Nationalmannschaft Färöers im dritten Spiel der WM-Qualifikationsgruppe 5. 13 weitere WM-Qualifikationsspiele, in denen sie ein Tor erzielte, sollten noch folgen. Im Zeitraum vom 30. August 2019 bis zum 29. Oktober 2024 bestritt sie 17 EM-Qualifikationsspiele, in denen ihr fünf Tore gelangen; ihr erstes am 4. Oktober 2019 in Murska Sobota bei der 2:4-Niederlage gegen die Nationalmannschaft der Niederlande im dritten Spiel der EM-Qualifikationsgruppe A mit dem Treffer zum 2:2 in der 68. Minute.
Ferner bestritt sie (gegenwärtig) elf in Freundschaft ausgetragene Länderspiele. In ihrem neunten, am 12. April 2023 beim 2:2-Unentschieden gegen die Nationalmannschaft Belgiens in Löwen, sorgte sie mit dem Treffer zum 1:0 in der 47. Minute für die Führung ihrer Mannschaft.
Des Weiteren nahm sie mit ihrer Mannschaft an zwei Turnieren teil. Zunächst wurde sie in zwei Spielen der Gruppe A und im Finale um den Istrien-Cup 2019, das mit 2:0 gegen die Nationalmannschaft Serbiens gewonnen wurde, eingesetzt. In Spanien in San Pedro del Pinatar vor Ort, wurde sie im Februar in zwei Spielen um den Pinatar Cup 2024 berücksichtigt. Bislang zehn Länderspiele bestritt sie in den zwei Wettbewerben der UEFA Women’s Nations League (6 Spiele Gruppe 4, Liga B und 4 Spiele Gruppe 2, Liga B).

## Erfolge
Nationalmannschaft
- Istrien-Cup-Sieger 2019

Paris FC
- Französischer Pokal-Sieger 2025

ŽNK Mura
- Slowenischer Meister 2023
- Slowenischer Pokal-Sieger 2023

ŽNK Pomurje Beltinci
- Slowenischer Meister 2021, 2022